# 블러드 워
《블러드 워》(영어: Blood)는 2012년 공개된 영국의 스릴러 영화이다.

## 출연진
- 폴 베터니
- 마크 스트롱
- 스티븐 그레이엄
- 브라이언 콕스
- 나오미 배트릭
- 벤 크럼프턴
- 너태샤 리틀
- 조이 태퍼
- 에이드리언 에드먼슨
- 닉 머피
- 패트릭 허드우드
- 스튜어트 매쿼리
- 샌드라 보

## 기타 제작진
- 배역: 니나 골드
- 미술: 크리스티나 카살리
- 세트: 아니타 굽타
- 의상: 미셸 클랩턴
- 분장: 제니퍼 하티
- 음향 감독: 이언 윌킨슨
- 시각 효과: 숀 패로
- 제작 관리: 매슈 젱킨스
- 조감독: 토비 포드